# اس‌آر ۵۹۲۳۰ای
اس‌آر ۵۹۲۳۰ای (انگلیسی: SR 59230A) یک آنتاگونیست انتخابی گیرنده آدرنرژیک بتا-۳ است اما متعاقباً نشان داده شد که در دوزهای بالا روی گیرنده‌های آدرنرژیک α۱ نیز عمل می‌کند. نشان داده شده‌است که در مطالعات حیوانی، هیپرترمی تولید شده توسط MDMA را مسدود می‌کند.